# Frankrijk op het wereldkampioenschap voetbal 2014
Frankrijk was een van de deelnemende landen aan het wereldkampioenschap voetbal 2014 in Brazilië. Het was de veertiende deelname voor het land. Didier Deschamps nam als bondscoach voor het eerst deel aan het WK. In WK 1998 werd hij als speler wereldkampioen. Frankrijk werd in de kwartfinale uitgeschakeld door Duitsland. Na afloop van het toernooi werd Paul Pogba verkozen als beste jongere van het toernooi.

## Kwalificatie

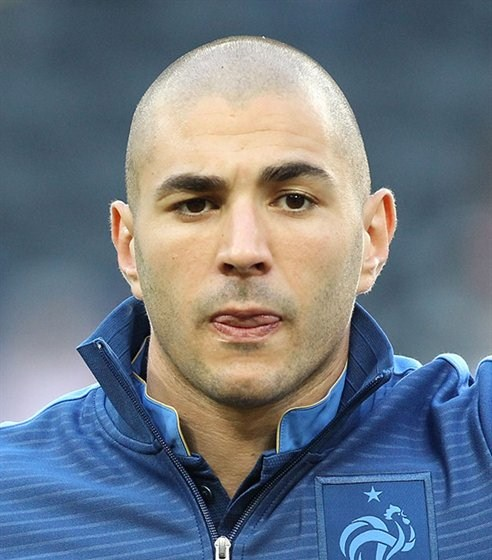
Karim Benzema vond dat de Franse pers te veel kritiek uitte op hem.

Frankrijk begon op 7 september 2012 in groep I aan de kwalificatie voor het wereldkampioenschap. Het team van bondscoach Deschamps begon met een zuinige uitzege tegen Finland. Het werd 0-1 na een goal van Abou Diaby. Vier dagen later wonnen de Fransen voor eigen volk overtuigend van Wit-Rusland, al moest het wel wachten tot de tweede helft alvorens de score werd geopend. Via doelpunten van Étienne Capoue, Christophe Jallet en Franck Ribéry werd het 3-1.
Op 16 oktober 2012 nam Frankrijk het op tegen groepsfavoriet en regerend wereldkampioen Spanje. Het elftal van Deschamps kwam na 25 minuten 1-0 achter, maar sleepte in de toegevoegde tijd nog een punt uit de brand. Invaller Olivier Giroud zorgde in de 94e minuut voor de gelijkmaker.
Vijf maanden later stond de groepswedstrijd tegen Georgië op het programma. Frankrijk liet geen steek vallen en won makkelijk met 3-1, al moest het ook nu meer dan 45 minuten wachten op de openingstreffer. Giroud, Mathieu Valbuena en Ribéry waren de doelpuntenmakers. Door de zege wipte Frankrijk in de stand over Spanje, dat punten had laten liggen tegen Finland. Vier dagen na de interland tegen Georgië konden de Fransen hun voornaamste concurrent de genadeslag toedienen, maar het was Spanje dat in het Stade de France met de drie punten aan de haal ging. Frankrijk verloor met 0-1 en moest de eerste plaats opnieuw afstaan.
Enkele maanden later verspeelde het team van Deschamps opnieuw kostbare punten. Frankrijk kwam niet verder dan een scoreloos gelijkspel tegen Georgië, maar haalde vier dagen later wel uit tegen Wit-Rusland. Ditmaal werd het 2-4, na doelpunten van uitblinker Ribéry (2x), Samir Nasri en Paul Pogba.
Op de laatste speeldag in Groep I maakte Frankrijk nog steeds kans op groepswinst, maar dan moest het zelf winnen van Finland en hopen op een nederlaag van Spanje. De Fransen volbrachten hun taak en versloegen Finland met 3-0 na goals van Ribéry, Karim Benzema en een eigen doelpunt van Joona Toivio. Maar Spanje won ook, waardoor Frankrijk zich tevreden moest stellen met de tweede plaats en barragewedstrijden.
In de barragewedstrijden moest Frankrijk het opnemen tegen Oekraïne. Op 15 november 2013 werd in het NSK Olimpiejsky de heenwedstrijd gespeeld. De Fransen verloren verrassend met 2-0 en zagen hoe verdediger Laurent Koscielny in de toegevoegde tijd werd uitgesloten na het uitdelen van een slag. Frankrijk moest in de terugwedstrijd minstens drie keer scoren om door te stoten naar het WK en deed dat ook. Het werd 3-0 na goals van Mamadou Sakho en Karim Benzema, de spits van Real Madrid die al een tijdje onder vuur lag in de Franse pers omdat hij tijdens de WK-kwalificatiecampagne slechts een keer had gescoord. Benzema stond wel buitenspel toen hij de bal tegen de netten trapte. De derde en beslissende treffer was een eigen doelpunt van de Oekraïner Oleg Goesjev.

### Kwalificatieduels
|                        |         |                  |           |                                                                                |
| 7 september 2012 20:30 | Finland | 0 − 1            | Frankrijk | Olympisch Stadion, Helsinki Toeschouwers: 35.111 Scheidsrechter: Craig Thomson |
| 7 september 2012 20:30 |         | Wedstrijdverslag | 20' Diaby | Olympisch Stadion, Helsinki Toeschouwers: 35.111 Scheidsrechter: Craig Thomson |

|                         |                                  |                  |              |                                                                                          |
| 11 september 2012 21:00 | Frankrijk                        | 3 − 1            | Wit-Rusland  | Stade de France, Saint-Denis (Parijs) Toeschouwers: 52.552 Scheidsrechter: Hüseyin Göçek |
| 11 september 2012 21:00 | Capoue 49' Jallet 68' Ribéry 80' | Wedstrijdverslag | 72' Poetsila | Stade de France, Saint-Denis (Parijs) Toeschouwers: 52.552 Scheidsrechter: Hüseyin Göçek |

|                       |           |                  |              |                                                                                   |
| 16 oktober 2012 21:00 | Spanje    | 1 – 1            | Frankrijk    | Vicente Calderón Stadium, Madrid Toeschouwers: 46.825 Scheidsrechter: Felix Brych |
| 16 oktober 2012 21:00 | Ramos 25' | Wedstrijdverslag | 90+4' Giroud | Vicente Calderón Stadium, Madrid Toeschouwers: 46.825 Scheidsrechter: Felix Brych |

|                     |                                      |                  |                |                                                                                       |
| 22 maart 2013 21:00 | Frankrijk                            | 3 – 1            | Georgië        | Stade de France, Saint-Denis (Parijs) Toeschouwers: 71.147 Scheidsrechter: Ivan Bebek |
| 22 maart 2013 21:00 | Giroud 45+1' Valbuena 47' Ribéry 61' | Wedstrijdverslag | 71' Kobachidze | Stade de France, Saint-Denis (Parijs) Toeschouwers: 71.147 Scheidsrechter: Ivan Bebek |

|                     |           |                  |           |                                                                                          |
| 26 maart 2013 21:00 | Frankrijk | 0 – 1            | Spanje    | Stade de France, Saint-Denis (Parijs) Toeschouwers: 78.329 Scheidsrechter: Viktor Kassai |
| 26 maart 2013 21:00 |           | Wedstrijdverslag | 58' Pedro | Stade de France, Saint-Denis (Parijs) Toeschouwers: 78.329 Scheidsrechter: Viktor Kassai |

|                        |         |       |           |                                                                                     |
| 6 september 2013 22:15 | Georgië | 0 – 0 | Frankrijk | Boris Paitsjadzestadion, Tbilisi Toeschouwers: 26.360 Scheidsrechter: Fırat Aydınus |
| 6 september 2013 22:15 |         |       |           | Boris Paitsjadzestadion, Tbilisi Toeschouwers: 26.360 Scheidsrechter: Fırat Aydınus |

|                         |                             |       |                                            |                                                                            |
| 10 september 2013 22:00 | Wit-Rusland                 | 2 – 4 | Frankrijk                                  | Central Stadium, Gomel Toeschouwers: 12.203 Scheidsrechter: Daniele Orsato |
| 10 september 2013 22:00 | Filipenko 32' Kalatsjev 57' |       | 47', 64' (pen.) Ribéry 70' Nasri 73' Pogba | Central Stadium, Gomel Toeschouwers: 12.203 Scheidsrechter: Daniele Orsato |

|                       |                                         |       |         |                                                                                                |
| 15 oktober 2013 21:00 | Frankrijk                               | 3 – 0 | Finland | Stade de France, Saint-Denis (Parijs) Toeschouwers: 70.156 Scheidsrechter: Michael Koukoulakis |
| 15 oktober 2013 21:00 | Ribéry 8' Toivio 76' (e.d.) Benzema 87' |       |         | Stade de France, Saint-Denis (Parijs) Toeschouwers: 70.156 Scheidsrechter: Michael Koukoulakis |

### Play Off
|                        |                                                          |       |                 |                                                                         |
| 15 november 2013 20:45 | Oekraïne                                                 | 2 – 0 | Frankrijk       | NSK Olimpiejsky, Kiev Toeschouwers: 67.732 Scheidsrechter: Cüneyt Çakır |
| 15 november 2013 20:45 | Zozoelja 61' Yarmolenko 83' (pen.) Koetsjer 90+1', 90+5' |       | 90+1' Koscielny | NSK Olimpiejsky, Kiev Toeschouwers: 67.732 Scheidsrechter: Cüneyt Çakır |

|                        |                                          |               |                      |                                                                                          |
| 19 november 2013 21:00 | Frankrijk                                | 3 – 0 (3 – 2) | Oekraïne             | Stade de France, Saint-Denis (Parijs) Toeschouwers: 77.098 Scheidsrechter: Damir Skomina |
| 19 november 2013 21:00 | Sakho 22' Benzema 34' Goesjev 72' (e.d.) |               | 45', 47' Chatsjeridi | Stade de France, Saint-Denis (Parijs) Toeschouwers: 77.098 Scheidsrechter: Damir Skomina |

### Stand groep I
| Nr. | Land        | GW | W | G | V | DV | DT | DS  | Ptn |
| --- | ----------- | -- | - | - | - | -- | -- | --- | --- |
| 1   | Spanje      | 8  | 6 | 2 | 0 | 14 | 3  | +11 | 20  |
| 2   | Frankrijk   | 8  | 5 | 2 | 1 | 15 | 6  | +9  | 17  |
| 3   | Finland     | 8  | 2 | 3 | 3 | 5  | 9  | −4  | 9   |
| 4   | Georgië     | 8  | 1 | 2 | 5 | 3  | 8  | −7  | 5   |
| 5   | Wit-Rusland | 8  | 1 | 1 | 6 | 7  | 16 | −9  | 4   |

### Doelpunten en assists (inclusief barrage)
| Naam              | Wed. | Goals | Assists |
| ----------------- | ---- | ----- | ------- |
| Franck Ribéry     | 10   | 5     | 5       |
| Karim Benzema     | 9    | 2     | 2       |
| Olivier Giroud    | 9    | 2     | 0       |
| Mathieu Valbuena  | 10   | 1     | 5       |
| Paul Pogba        | 6    | 1     | 0       |
| Mamadou Sakho     | 5    | 1     | 0       |
| Samir Nasri       | 4    | 1     | 0       |
| Christophe Jallet | 3    | 1     | 0       |
| Abou Diaby        | 1    | 1     | 0       |
| Étienne Capoue    | 1    | 1     | 0       |
| Laurent Koscielny | 6    | 0     | 1       |

## Het wereldkampioenschap
Op 6 december 2013 werd er geloot voor de groepsfase van het WK in Brazilië. Frankrijk werd ondergebracht in Groep E, samen met Zwitserland, Ecuador en Honduras, en kreeg daardoor Porto Alegre, Salvador en Rio de Janeiro als speelsteden. Bondscoach Deschamps was na afloop blij met de eenvoudige loting en speelsteden.
De FIFA maakte op 13 mei bekend dat de slogan van het Frans elftal, zichtbaar op de spelersbus, "Impossible n'est pas Français" is, dat "onmogelijk is niet Frans" betekent. De slogan werd door supporters gekozen.

### Uitrustingen
| Thuis | Uit | Doelman | Doelman | Doelman |  |

### Technische staf
| Technische staf  |                |
| Didier Deschamps | Bondscoach     |
| Guy Stéphan      | Assistent      |
| Franck Raviot    | Keeperstrainer |
| Erwan Le Prévost | Teammanager    |
| Medische staf    |                |
| Franck Le Gall   | Dokter         |
| Eric Bédouet     | Fitnesscoach   |

### Selectie en statistieken
| Nr. | Naam                | Geboortedatum | GW |   |   |   |   |   |   | Club                | Positie(s) |
| --- | ------------------- | ------------- | -- | - | - | - | - | - | - | ------------------- | ---------- |
| 1   | Hugo Lloris         | 26-12-1986    | 5  | 0 | 0 | 0 | 0 | 0 | 0 | Tottenham Hotspur   | GK         |
| 2   | Mathieu Debuchy     | 29-07-1985    | 4  | 0 | 0 | 0 | 0 | 0 | 0 | Newcastle United    | RB         |
| 3   | Patrice Evra        | 15-05-1981    | 4  | 0 | 1 | 0 | 0 | 0 | 0 | Manchester United   | LB         |
| 4   | Raphaël Varane      | 25-04-1993    | 5  | 0 | 0 | 0 | 0 | 1 | 0 | Real Madrid         | CB         |
| 5   | Mamadou Sakho       | 13-02-1990    | 4  | 0 | 0 | 0 | 0 | 0 | 3 | Liverpool           | CB         |
| 6   | Yohan Cabaye        | 14-01-1986    | 4  | 0 | 2 | 0 | 0 | 0 | 2 | Paris Saint-Germain | CM         |
| 7   | Rémy Cabella        | 08-03-1990    | 0  | 0 | 0 | 0 | 0 | 0 | 0 | Montpellier         | AM, RW, LW |
| 8   | Mathieu Valbuena    | 28-09-1984    | 4  | 1 | 0 | 0 | 0 | 0 | 4 | Olympique Marseille | AM, LW, RW |
| 9   | Olivier Giroud      | 30-09-1986    | 5  | 1 | 0 | 0 | 0 | 3 | 2 | Arsenal             | CF         |
| 10  | Karim Benzema       | 19-12-1987    | 5  | 3 | 0 | 0 | 0 | 0 | 0 | Real Madrid         | CF         |
| 11  | Antoine Griezmann   | 21-03-1991    | 5  | 0 | 0 | 0 | 0 | 2 | 1 | Real Sociedad       | LW, RW, CF |
| 12  | Rio Mavuba          | 08-03-1984    | 1  | 0 | 0 | 0 | 0 | 1 | 0 | Lille               | DM, CM     |
| 13  | Eliaquim Mangala    | 13-12-1991    | 0  | 0 | 0 | 0 | 0 | 0 | 0 | FC Porto            | CB         |
| 14  | Blaise Matuidi      | 09-04-1987    | 5  | 1 | 1 | 0 | 0 | 0 | 1 | Paris Saint-Germain | CM, DM     |
| 15  | Bacary Sagna        | 14-02-1983    | 1  | 0 | 0 | 0 | 0 | 0 | 0 | Arsenal             | RB         |
| 16  | Stéphane Ruffier    | 27-09-1986    | 0  | 0 | 0 | 0 | 0 | 0 | 0 | Saint-Étienne       | GK         |
| 17  | Lucas Digne         | 20-07-1993    | 1  | 0 | 0 | 0 | 0 | 0 | 0 | Paris Saint-Germain | LB         |
| 18  | Moussa Sissoko      | 16-08-1989    | 4  | 1 | 0 | 0 | 0 | 2 | 0 | Newcastle United    | CM, DM, AM |
| 19  | Paul Pogba          | 15-03-1993    | 5  | 1 | 1 | 0 | 0 | 1 | 1 | Juventus            | CM, AM, DM |
| 20  | Loïc Rémy           | 02-01-1987    | 2  | 0 | 0 | 0 | 0 | 2 | 0 | Newcastle United    | CF, LW, RW |
| 21  | Laurent Koscielny   | 10-09-1985    | 4  | 0 | 0 | 0 | 0 | 2 | 0 | Arsenal             | CB         |
| 22  | Morgan Schneiderlin | 08-11-1989    | 1  | 0 | 0 | 0 | 0 | 0 | 0 | Southampton         | DM         |
| 23  | Mickaël Landreau    | 14-05-1979    | 0  | 0 | 0 | 0 | 0 | 0 | 0 | Bastia              | GK         |

### Wedstrijden
| Land        | Win | Gel | Ver | DV | DT | +/− | Pnt |
| ----------- | --- | --- | --- | -- | -- | --- | --- |
| Frankrijk   | 2   | 1   | 0   | 8  | 2  | +6  | 7   |
| Zwitserland | 2   | 0   | 1   | 7  | 6  | +1  | 6   |
| Ecuador     | 1   | 1   | 1   | 3  | 3  | 0   | 4   |
| Honduras    | 0   | 0   | 3   | 1  | 8  | −7  | 0   |

#### Groepsfase
|                            |                                               |         |          |                                                                                              |
| 15 juni 2014 16:00 (UTC−3) | Frankrijk                                     | 3 – 0   | Honduras | Estádio Beira-Rio, Porto Alegre Toeschouwers: 43.012 Scheidsrechter: Sandro Ricci (Brazilië) |
| 15 juni 2014 16:00 (UTC−3) | Benzema 45' (pen.), 72' Valladares 48' (e.d.) | Verslag |          | Estádio Beira-Rio, Porto Alegre Toeschouwers: 43.012 Scheidsrechter: Sandro Ricci (Brazilië) |

| Frankrijk | Honduras |

| Frankrijk:       |    |                   |           |
|                  |    |                   |           |
| GK               | 1  | Hugo Lloris       |           |
| RB               | 2  | Mathieu Debuchy   |           |
| CB               | 4  | Raphaël Varane    |           |
| CB               | 5  | Mamadou Sakho     |           |
| LB               | 3  | Patrice Evra      | 7'        |
| CM               | 19 | Paul Pogba        | 28' 57'   |
| DM               | 6  | Yohan Cabaye      | 45+2' 65' |
| CM               | 14 | Blaise Matuidi    |           |
| RW               | 8  | Mathieu Valbuena  | 78'       |
| CF               | 10 | Karim Benzema     |           |
| LW               | 11 | Antoine Griezmann |           |
| Wisselspelers:   |    |                   |           |
| MF               | 18 | Moussa Sissoko    | 57'       |
| MF               | 12 | Rio Mavuba        | 65'       |
| FW               | 9  | Olivier Giroud    | 78'       |
| Coach:           |    |                   |           |
| Didier Deschamps |    |                   |           |

| Honduras:            |    |                  |         |
|                      |    |                  |         |
| GK                   | 18 | Noel Valladares  |         |
| RB                   | 21 | Brayan Beckeles  |         |
| CB                   | 5  | Víctor Bernárdez | 46'     |
| CB                   | 3  | Maynor Figueroa  |         |
| LB                   | 7  | Emilio Izaguirre |         |
| RM                   | 17 | Andy Najar       | 58'     |
| CM                   | 8  | Wilson Palacios  | 28' 43' |
| CM                   | 19 | Luis Garrido     | 83'     |
| LM                   | 15 | Roger Espinoza   |         |
| CF                   | 11 | Jerry Bengtson   | 46'     |
| CF                   | 13 | Carlo Costly     |         |
| Wisselspelers:       |    |                  |         |
| DF                   | 2  | Osman Chávez     | 46' 53' |
| FW                   | 14 | Óscar García     | 46'     |
| MF                   | 20 | Jorge Claros     | 58'     |
| Coach:               |    |                  |         |
| Luis Fernando Suárez |    |                  |         |

Man van de wedstrijd:

 Karim Benzema

|                            |                        |         |                                                             |                                                                                      |
| 20 juni 2014 16:00 (UTC−3) | Zwitserland            | 2 – 5   | Frankrijk                                                   | Bahia Arena, Salvador Toeschouwers: 51.003 Scheidsrechter: Björn Kuipers (Nederland) |
| 20 juni 2014 16:00 (UTC−3) | Džemaili 81' Xhaka 87' | Verslag | 17' Giroud 18' Matuidi 40' Valbuena 67' Benzema 73' Sissoko | Bahia Arena, Salvador Toeschouwers: 51.003 Scheidsrechter: Björn Kuipers (Nederland) |

| Zwitserland | Frankrijk |

| Zwitserland:    |    |                      |     |
|                 |    |                      |     |
| GK              | 1  | Diego Benaglio       |     |
| RB              | 2  | Stephan Lichtsteiner |     |
| CB              | 20 | Johan Djourou        |     |
| CB              | 5  | Steve von Bergen     | 9'  |
| LB              | 13 | Ricardo Rodríguez    |     |
| CM              | 11 | Valon Behrami        | 46' |
| CM              | 8  | Gokhan Inler         |     |
| AM              | 10 | Granit Xhaka         |     |
| RW              | 23 | Xherdan Shaqiri      |     |
| CF              | 9  | Haris Seferović      | 69' |
| LW              | 18 | Admir Mehmedi        |     |
| Wisselspelers:  |    |                      |     |
| DF              | 4  | Philippe Senderos    | 9'  |
| MF              | 15 | Blerim Džemaili      | 46' |
| FW              | 19 | Josip Drmic          | 69' |
| Coach:          |    |                      |     |
| Ottmar Hitzfeld |    |                      |     |

| Frankrijk:       |    |                   |     |
|                  |    |                   |     |
| GK               | 1  | Hugo Lloris       |     |
| RB               | 2  | Mathieu Debuchy   |     |
| CB               | 4  | Raphaël Varane    |     |
| CB               | 5  | Mamadou Sakho     | 66' |
| LB               | 3  | Patrice Evra      |     |
| CM               | 18 | Moussa Sissoko    |     |
| DM               | 6  | Yohan Cabaye      | 88' |
| CM               | 14 | Blaise Matuidi    |     |
| RW               | 8  | Mathieu Valbuena  | 82' |
| CF               | 9  | Olivier Giroud    | 63' |
| LW               | 10 | Karim Benzema     |     |
| Wisselspelers:   |    |                   |     |
| MF               | 19 | Paul Pogba        | 63' |
| DF               | 21 | Laurent Koscielny | 66' |
| FW               | 11 | Antoine Griezmann | 82' |
| Coach:           |    |                   |     |
| Didier Deschamps |    |                   |     |

Man van de wedstrijd:

 Karim Benzema

|                            |         |       |           |                                                                      |
| 25 juni 2014 17:00 (UTC−3) | Ecuador | 0 – 0 | Frankrijk | Maracanã, Rio de Janeiro Scheidsrechter: Noumandiez Doué (Ivoorkust) |
| 25 juni 2014 17:00 (UTC−3) | Verslag |       |           | Maracanã, Rio de Janeiro Scheidsrechter: Noumandiez Doué (Ivoorkust) |

| Ecuador | Frankrijk |

| Ecuador:       |    |                     |     |
|                |    |                     |     |
| GK             | 22 | Alexander Domínguez |     |
| RB             | 4  | Juan Carlos Paredes |     |
| CB             | 2  | Jorge Guagua        |     |
| CB             | 3  | Frickson Erazo      | 83' |
| LB             | 10 | Walter Ayoví        |     |
| RM             | 16 | Antonio Valencia    | 50' |
| CM             | 14 | Oswaldo Minda       |     |
| CM             | 6  | Christian Noboa     | 89' |
| LM             | 7  | Jefferson Montero   | 63' |
| CF             | 13 | Enner Valencia      |     |
| CF             | 15 | Michael Arroyo      | 82' |
| Wisselspelers: |    |                     |     |
| MF             | 5  | Renato Ibarra       | 63' |
| DF             | 21 | Gabriel Achilier    | 82' |
| FW             | 11 | Felipe Caicedo      | 89' |
| Coach:         |    |                     |     |
| Reinaldo Rueda |    |                     |     |

| Frankrijk:       |    |                     |     |
|                  |    |                     |     |
| GK               | 1  | Hugo Lloris         |     |
| RB               | 15 | Bacary Sagna        |     |
| CB               | 21 | Laurent Koscielny   |     |
| CB               | 5  | Mamadou Sakho       | 61' |
| LB               | 17 | Lucas Digne         |     |
| CM               | 19 | Paul Pogba          |     |
| DM               | 22 | Morgan Schneiderlin |     |
| CM               | 14 | Blaise Matuidi      | 67' |
| RW               | 18 | Moussa Sissoko      |     |
| CF               | 10 | Karim Benzema       |     |
| LW               | 11 | Antoine Griezmann   | 79' |
| Wisselspelers:   |    |                     |     |
| DF               | 4  | Raphaël Varane      | 61' |
| FW               | 9  | Olivier Giroud      | 67' |
| FW               | 20 | Loïc Rémy           | 79' |
| Coach:           |    |                     |     |
| Didier Deschamps |    |                     |     |

Man van de wedstrijd:

 Alexander Domínguez

#### 1/8 finale
|                            |                             |         |         | |
| 30 juni 2014 13:00 (UTC−3) | Frankrijk                   | 2 – 0   | Nigeria | Estádio Nacional de Brasília, Brasilia Toeschouwers: 67.882 Scheidsrechter: Mark Geiger (Verenigde Staten) |
| 30 juni 2014 13:00 (UTC−3) | Pogba 79' Yobo 90+2' (e.d.) | Verslag |         | Estádio Nacional de Brasília, Brasilia Toeschouwers: 67.882 Scheidsrechter: Mark Geiger (Verenigde Staten) |

| Frankrijk | Nigeria |

| Frankrijk:       |    |                   |       |
|                  |    |                   |       |
| GK               | 1  | Hugo Lloris       |       |
| RB               | 2  | Mathieu Debuchy   |       |
| CB               | 4  | Raphaël Varane    |       |
| CB               | 21 | Laurent Koscielny |       |
| LB               | 3  | Patrice Evra      |       |
| CM               | 19 | Paul Pogba        |       |
| DM               | 6  | Yohan Cabaye      |       |
| CM               | 14 | Blaise Matuidi    | 54'   |
| RW               | 8  | Mathieu Valbuena  | 90+4' |
| CF               | 9  | Olivier Giroud    | 62'   |
| LW               | 10 | Karim Benzema     |       |
| Wisselspelers:   |    |                   |       |
| FW               | 11 | Antoine Griezmann | 62'   |
| MF               | 18 | Moussa Sissoko    | 90+4' |
| Coach:           |    |                   |       |
| Didier Deschamps |    |                   |       |

| Nigeria:       |    |                  |     |
|                |    |                  |     |
| GK             | 1  | Vincent Enyeama  |     |
| RB             | 5  | Efe Ambrose      |     |
| CB             | 2  | Joseph Yobo      |     |
| CB             | 22 | Kenneth Omeruo   |     |
| LB             | 13 | Juwon Oshaniwa   |     |
| RW             | 7  | Ahmed Musa       |     |
| CM             | 17 | Ogenyi Onazi     | 59' |
| CM             | 10 | John Obi Mikel   |     |
| LW             | 11 | Victor Moses     | 89' |
| AM             | 8  | Peter Odemwingie |     |
| CF             | 9  | Emmanuel Emenike |     |
| Wisselspelers: |    |                  |     |
| MF             | 4  | Reuben Gabriel   | 59' |
| FW             | 19 | Uche Nwofor      | 89' |
| Coach:         |    |                  |     |
| Stephen Keshi  |    |                  |     |

Man van de wedstrijd:

 Paul Pogba

#### Kwartfinale
|                           |           |         |             |                                                                                          |
| 4 juli 2014 13:00 (UTC−3) | Frankrijk | 0 – 1   | Duitsland   | Maracanã, Rio de Janeiro Toeschouwers: 74.240 Scheidsrechter: Néstor Pitana (Argentinië) |
| 4 juli 2014 13:00 (UTC−3) |           | Verslag | 12' Hummels | Maracanã, Rio de Janeiro Toeschouwers: 74.240 Scheidsrechter: Néstor Pitana (Argentinië) |

| Frankrijk | Duitsland |

| Frankrijk:       |    |                   |     |
|                  |    |                   |     |
| GK               | 1  | Hugo Lloris       |     |
| RB               | 2  | Mathieu Debuchy   |     |
| CB               | 4  | Raphaël Varane    |     |
| CB               | 5  | Mamadou Sakho     | 71' |
| LB               | 3  | Patrice Evra      |     |
| CM               | 19 | Paul Pogba        |     |
| DM               | 6  | Yohan Cabaye      | 73' |
| CM               | 14 | Blaise Matuidi    |     |
| RW               | 8  | Mathieu Valbuena  | 85' |
| CF               | 10 | Karim Benzema     |     |
| LW               | 11 | Antoine Griezmann |     |
| Wisselspelers:   |    |                   |     |
| DF               | 21 | Laurent Koscielny | 71' |
| MF               | 20 | Loïc Rémy         | 73' |
| FW               | 9  | Olivier Giroud    | 85' |
| Coach:           |    |                   |     |
| Didier Deschamps |    |                   |     |

| Duitsland:     |    |                        |       |
|                |    |                        |       |
| GK             | 1  | Manuel Neuer           |       |
| RB             | 16 | Philipp Lahm           |       |
| CB             | 20 | Jérôme Boateng         |       |
| CB             | 5  | Mats Hummels           |       |
| LB             | 4  | Benedikt Höwedes       |       |
| CM             | 7  | Bastian Schweinsteiger | 80'   |
| CM             | 6  | Sami Khedira           | 54'   |
| AM             | 18 | Toni Kroos             | 90+2' |
| RW             | 13 | Thomas Müller          |       |
| CF             | 11 | Miroslav Klose         | 69'   |
| LW             | 8  | Mesut Özil             | 83'   |
| Wisselspelers: |    |                        |       |
| MF             | 9  | André Schürrle         | 69'   |
| MF             | 19 | Mario Götze            | 83'   |
| DF             | 23 | Christoph Kramer       | 90+2' |
| Coach:         |    |                        |       |
| Joachim Löw    |    |                        |       |

Man van de wedstrijd:

 Mats Hummels

## Afbeeldingen

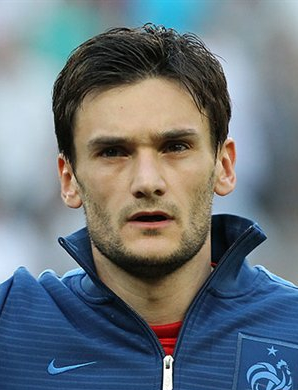
Hugo Lloris (doelman)
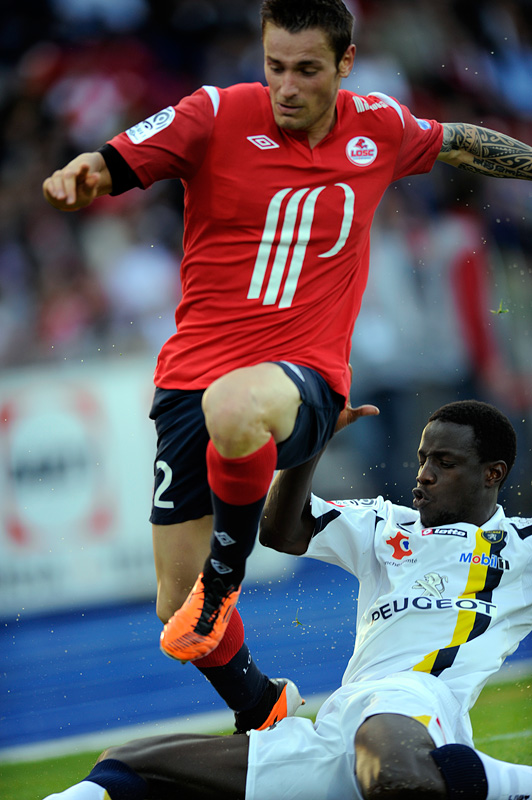
Mathieu Debuchy (verdediger)
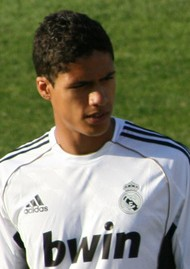
Raphaël Varane (verdediger)
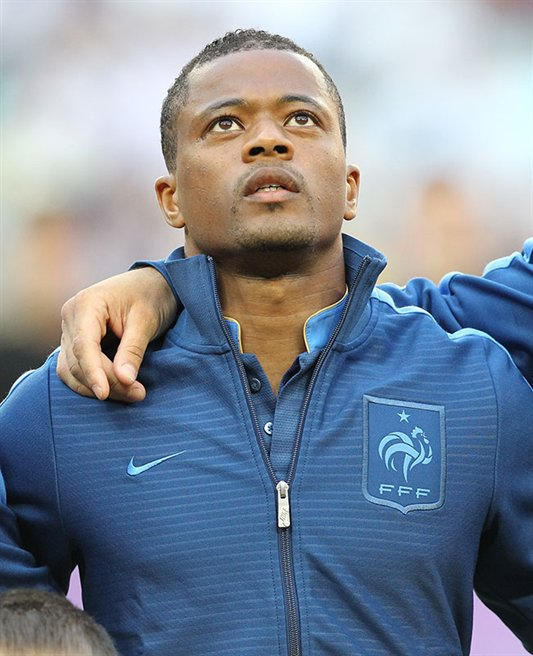
Patrice Evra (verdediger)
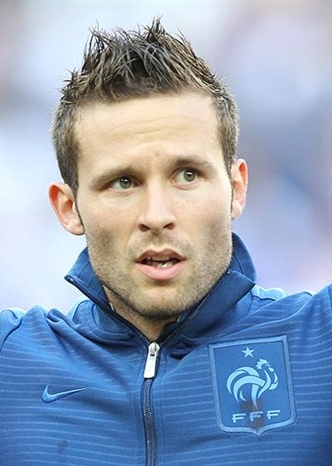
Yohan Cabaye (middenvelder)
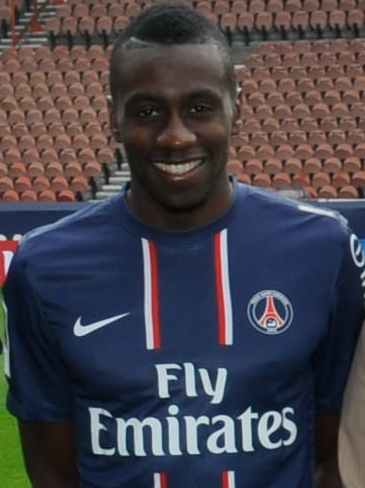
Blaise Matuidi (middenvelder)
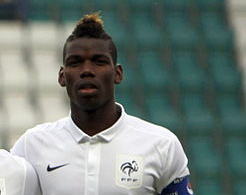
Paul Pogba (middenvelder)
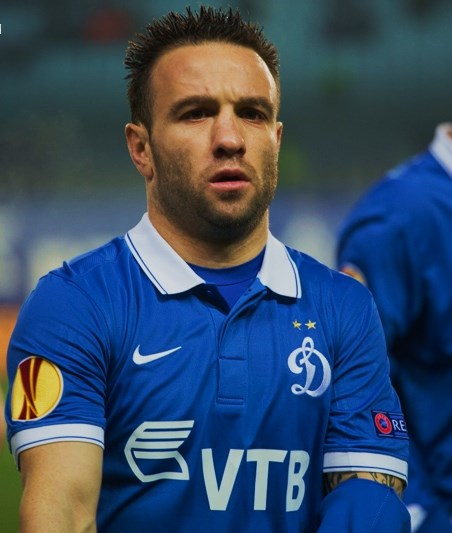
Mathieu Valbuena (aanvaller)
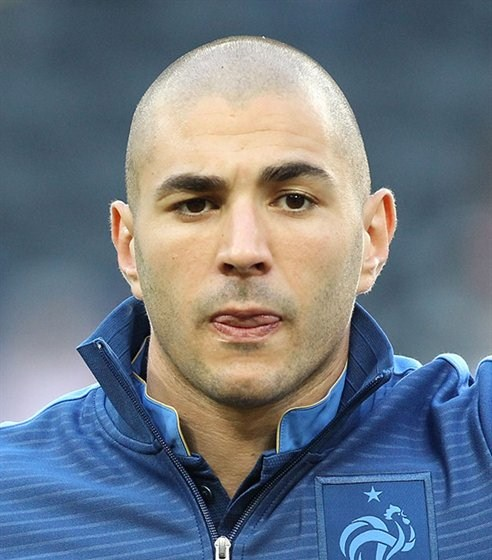
Karim Benzema (aanvaller)
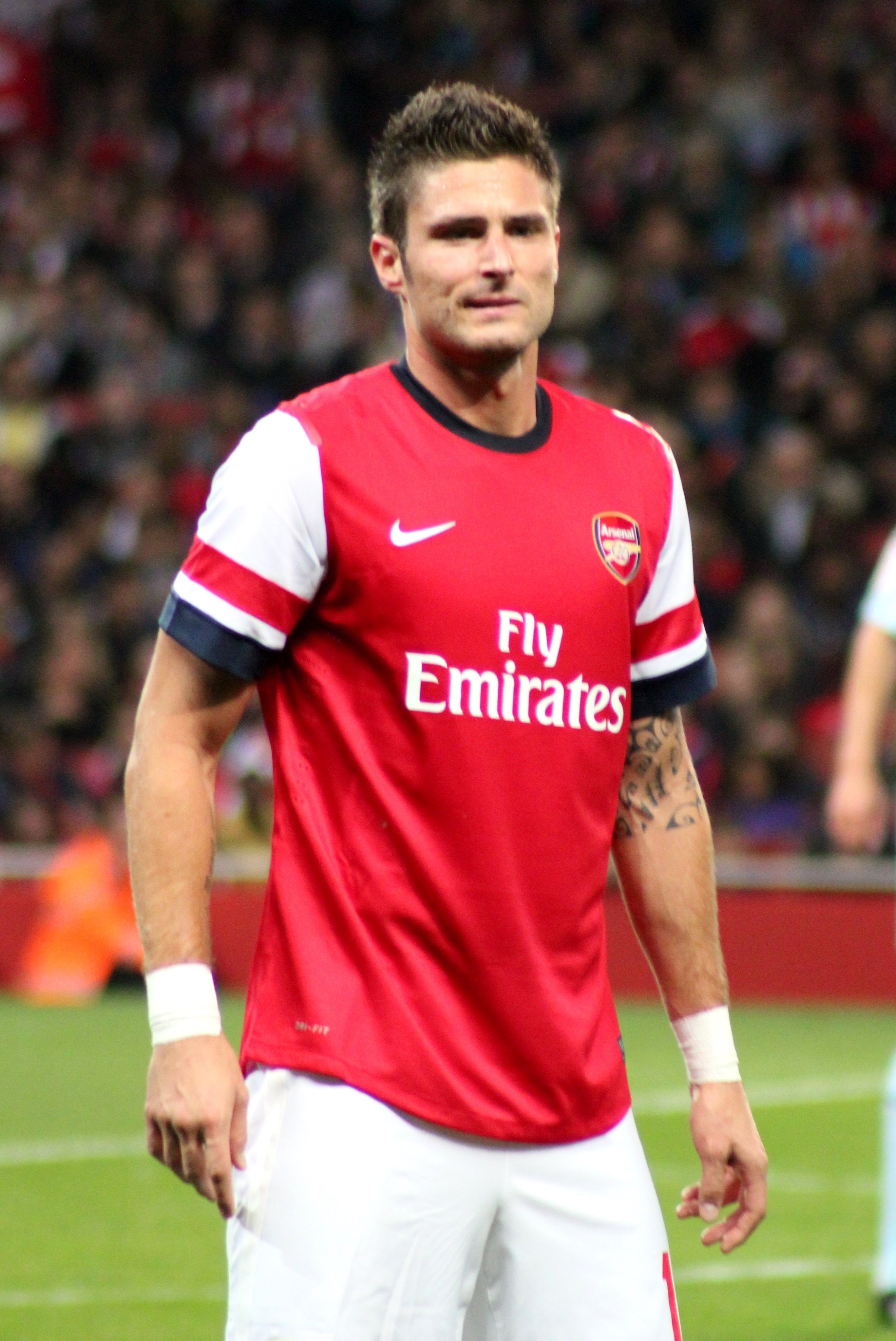
Olivier Giroud (aanvaller)

FFF · A-internationals · Selecties · Bondscoaches · Frans vrouwenelftal · Olympisch elftal · Frankrijk U21 · Frankrijk U20 · Frankrijk U19 · Frankrijk U18 · Frankrijk U17 · Frankrijk U16 · Vrouwen U17
1904 – 1919 ·
1920 – 1929 ·
1930 – 1939 ·
1940 – 1949 ·
1950 – 1959 ·
1960 – 1969 ·
1970 – 1979 ·
1980 – 1989 ·
1990 – 1999 ·
2000 – 2009 ·
2010 – 2019 ·
2020 – 2029
EK's: 1984 · 
1992 · 
1996 · 
2000 · 
2004 · 
2008 · 
2012 · 
2016 · 
2020 · 
2024
WK's: 1930 · 
1934 · 
1938 · 
1954 · 
1958 · 
1966 · 
1978 · 
1982 · 
1986 · 
1998 · 
2002 · 
2006 · 
2010 · 
2014 · 
2018 · 
2022
OS: 1900 · 
1908 · 
1920 · 
1924 · 
1948 · 
1952 · 
1960 · 
1968 · 
1976 · 
1984 · 
1996 · 
2020
1904 · 
1905 · 
1906 · 
1907 · 
1908 · 
1909 · 
1910 · 
1911 · 
1912 · 
1913 · 
1914 · 
1915 · 1916 · 1917 · 1918 · 
1919 · 
1920 · 
1921 · 
1922 · 
1923 · 
1924 · 
1925 · 
1926 · 
1927 · 
1928 · 
1929 · 
1930 · 
1931 · 
1932 · 
1933 · 
1934 · 
1935 · 
1936 · 
1937 · 
1938 · 
1939 · 
1940 · 1941  · 
1942 · 
1943 · 1944  · 
1945 · 
1946 · 
1947 · 
1948 · 
1949 · 
1950 · 
1951 · 
1952 · 
1953 · 
1954 · 
1955 · 
1956 · 
1957 · 
1958 · 
1959 ·
1960 · 
1961 · 
1962 · 
1963 · 
1964 · 
1965 · 
1966 · 
1967 · 
1968 · 
1969 ·
1970 · 
1971 · 
1972 · 
1973 · 
1974 · 
1975 · 
1976 · 
1977 · 
1978 · 
1979 ·
1980 · 
1981 · 
1982 · 
1983 · 
1984 · 
1985 · 
1986 · 
1987 · 
1988 · 
1989 · 
1990 · 
1991 · 
1992 · 
1993 · 
1994 · 
1995 · 
1996 · 
1997 · 
1998 · 
1999 · 
2000 · 
2001 · 
2002 · 
2003 · 
2004 · 
2005 · 
2006 · 
2007 · 
2008 · 
2009 · 
2010 · 
2011 · 
2012 · 
2013 · 
2014 · 
2015 · 
2016 · 
2017 · 
2018 ·
2019 ·
2020 ·
2021 ·
2022 ·
2023
Albanië ·
Algerije ·
Andorra ·
Argentinië ·
Armenië ·
Australië ·
Azerbeidzjan ·
België ·
Bolivia ·
Bosnië en Herzegovina ·
Brazilië ·
Bulgarije ·
Canada ·
Chili ·
China ·
Colombia ·
Costa Rica ·
Cyprus ·
Denemarken ·
Duitse Democratische Republiek ·
Duitsland ·
Ecuador ·
Egypte ·
Engeland ·
Estland ·
Faeröer ·
Finland ·
Georgië ·
Gibraltar ·
Griekenland ·
Honduras ·
Hongarije ·
Ierland ·
IJsland ·
Iran ·
Israël ·
Italië ·
Ivoorkust ·
Jamaica ·
Japan ·
Joegoslavië ·
Kameroen ·
Kazachstan ·
Koeweit ·
Kroatië ·
Letland ·
Litouwen ·
Luxemburg ·
Malta ·
Marokko ·
Mexico ·
Moldavië ·
Nederland ·
Nieuw-Zeeland ·
Nigeria ·
Noord-Ierland ·
Noorwegen ·
Oekraïne ·
Oostenrijk ·
Paraguay ·
Peru · 
Polen ·
Portugal ·
Roemenië ·
Rusland ·
Saoedi-Arabië ·
Schotland ·
Senegal ·
Servië ·
Slovenië ·
Slowakije ·
Sovjet-Unie ·
Spanje ·
Togo ·
Tsjechië ·
Tsjecho-Slowakije ·
Tunesië ·
Turkije ·
Uruguay ·
Verenigde Staten ·
Wales ·
Wit-Rusland ·
Zuid-Afrika ·
Zuid-Korea ·
Zweden ·
Zwitserland
Albanië (2016) ·
Argentinië (2018) ·
Argentinië (2022) ·
Australië (2018) · 
België (1904) · 
België (2018) · 
Brazilië (1998) · 
Brazilië (2006) · 
Denemarken (2002) · 
Denemarken (2018) ·
Duitsland (2014) · 
Duitsland (2021) · 
Ecuador (2014) · 
Engeland (1982) · 
Engeland (2012) · 
Engeland (2022) ·
Honduras (2014) · 
Hongarije (2021) · 
Italië (2000) · 
Italië (2006) · 
Italië (2008) · 
Japan (2001) · 
Kameroen (2003) · 
Koeweit (1982) · 
Kroatië (2018) · 
Marokko (2022) ·
Mexico (2010) · 
Nederland (2008) · 
Nigeria (2014) ·
Noord-Ierland (1982) · 
Oekraïne (2012) · 
Oostenrijk (1982) · 
Peru (2018) · 
Polen (1982) · 
Polen (2022) ·
Portugal (2006) · 
Portugal (2016) ·
Portugal (2021) ·
Roemenië (2008) ·
Roemenië (2016) ·
Senegal (2002) · 
Spanje (1984) ·
Spanje (2006) ·
Spanje (2012) ·
Spanje (2021) ·
Togo (2006) ·
Tsjecho-Slowakije (1982) ·
Uruguay (2002) ·
Uruguay (2010) ·
Uruguay (2018) ·
Zuid-Afrika (2010) ·
Zuid-Korea (2006) ·
Zweden (2012) ·
Zwitserland (2006) ·
Zwitserland (2014) ·
Zwitserland (2016) ·
Zwitserland (2021)